# Elisabeth Käser
Elisabeth Käser (9 de marzo de 1951) es una deportista suiza que compitió en piragüismo en la modalidad de eslalon. Ganó tres medallas en el Campeonato Mundial de Piragüismo en Eslalon entre los años 1973 y 1977.

## Palmarés internacional
| Campeonato Mundial | Campeonato Mundial  | Campeonato Mundial | Campeonato Mundial |
| Año                | Lugar               | Medalla            | Competición        |
| ------------------ | ------------------- | ------------------ | ------------------ |
| 1973               | Muotathal (Suiza)   | Medalla de plata   | K1 por equipos     |
| 1975               | Skopie (Yugoslavia) | Medalla de oro     | K1 por equipos     |
| 1977               | Spittal (Austria)   | Medalla de oro     | K1 por equipos     |